# ترمباچف، شهرستان راوا
ترمباچف، شهرستان راوا (به لاتین: Trębaczew, Rawa County) یک روستا در لهستان است که در Gmina Sadkowice واقع شده‌است.

## خصوصیات
ترمباچف ۶۵۰ نفر جمعیت دارد.